# Dějiny Prahy 1900–1918

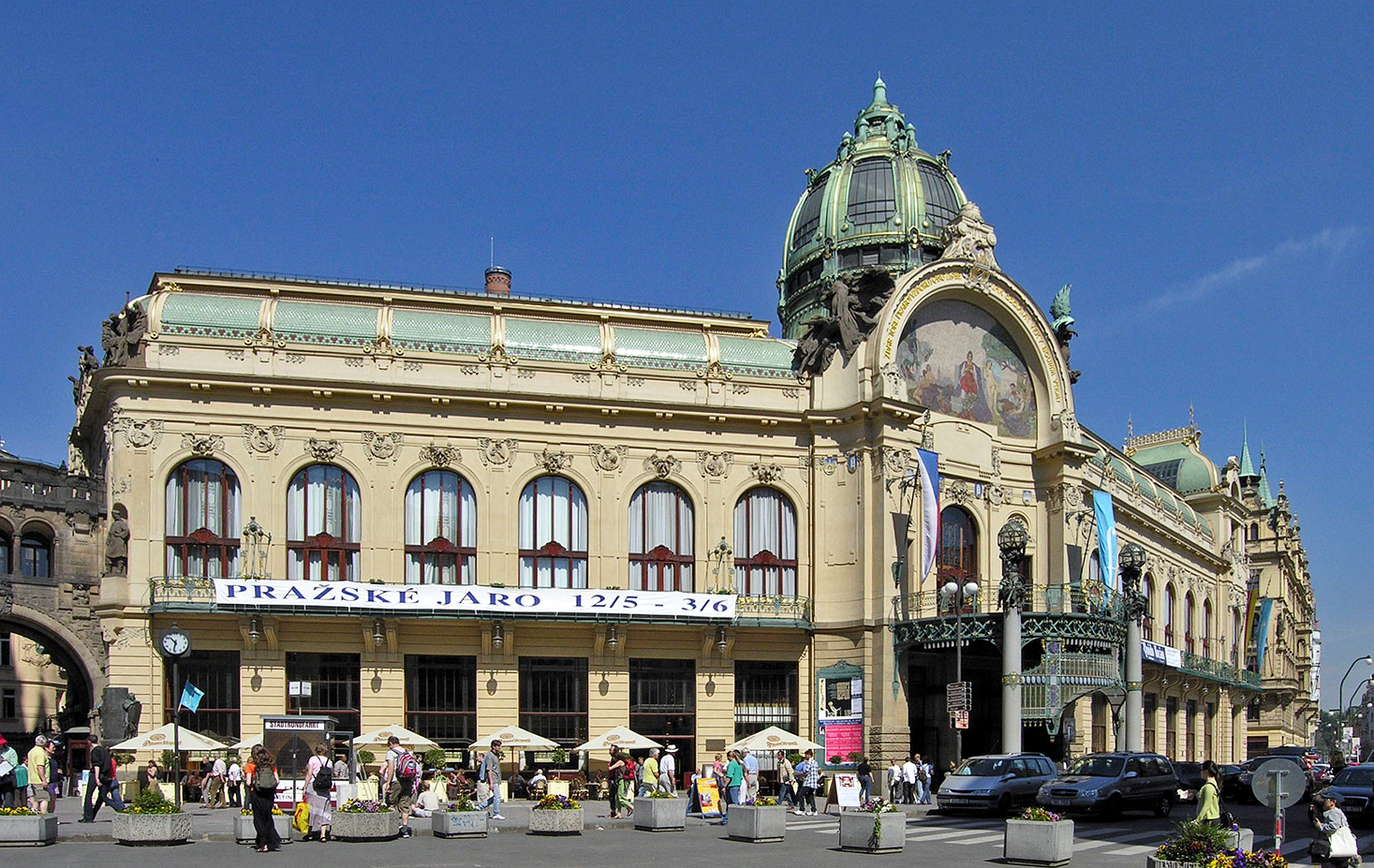
Obecní dům, jedna z nejvýznamnějších staveb prvního desetiletí 20. století

Začátek 20. století v Praze byl ve znamení technického pokroku zcela nesrovnatelného s předchozími obdobími. I když již Praha byla napojena na železniční síť již téměř 50 let, rozvoj neustával. Jen před několika lety na scénu uvedená elektrická tramvaj začala vytlačovat koňku. V čtvrtích jako Smíchov či Libeň se budovaly nové průmyslové podniky, například samotná Libeň již byla roku 1901 připojena k městu a to se tak po dlouhé době rozrostlo o relativně velkou část svojí plochy (téměř na dvojnásobek). Ghetta v okolí Prahy postupně tak vytlačují nové továrny a průmyslové zóny. Zřízení ústředních jatek, rozvoj dělnických částí a změny v dopravě vedou k pomalému, avšak značnému, vyčištění centrálních částí města.
Známá Hladová zeď byla (částečně v oblasti Újezda) zbourána někdy kolem roku 1902. V letech 1905 až 1912 doplnil centrum Prahy na jeho druhém konci Obecní dům, ukázka vrcholu tehdejší secesní architektury. Zřizovány jsou také i nové sady (Diezenhoferovy sady, Santoška, Riegrovy sady). Roku 1907 se poprvé, avšak jen na krátkou dobu, objevují v ulicích Prahy první autobusy. V tramvajové dopravě již dominuje elektrická trakce, poslední trať koňky na Karlově mostě byla elektrifikována roku 1905. Též začínají být mezi pražany v oblibě i jízdní kola (převážně tzv. vysoká kola).
Na konci podzimu 1908 zasáhly českou metropoli nacionalistické bouře. Na ulici Na Příkopě napadl český dav Němce, situace byla dramatická, musela být zastavena doprava. Bitky probíhaly několik hodin a byly vyostřením dlouhotrvajících národnostních problémů. Ve městě bylo následně od 2. do 14. prosince vyhlášeno stanné právo, pro provinilce se připravovalo exemplární potrestání - byly zřízeny šibenice.
Spolu s rozvojem kultury (tj. divadel) přibývají i kina, která se stávají levnou lidovou zábavou. V samotném městě a jeho předměstích bylo již kolem roku 1910 celkem třináct kin. V Praze vznikla také i Kinofa, první česká filmová společnost. Založena byla 1. května 1911. Do vývoje architektury Prahy také zasahuje i kubismus; postaven je Dům U Černé Matky Boží v Celetné ulici a pod Vyšehradem vzniká několik kubistických vil.
I metropoli Čech zasáhla první světová válka. Ta vedla k zavedení přídělového systému na mnoho druhů zboží, což vedlo samozřejmě k nespokojenosti. Omezení zasáhla i průmysl, dopravu a mnoho lidí začalo stávkovat. V říjnu 1918 je vyhlášena Československá republika (ne však poprvé zde, samostatnost již byla v některých městech, například v Písku deklarována o několik dní dříve).
| rok  | Praha   | Karlín | Královské Vinohrady | Smíchov | Žižkov |
| ---- | ------- | ------ | ------------------- | ------- | ------ |
| 1900 | 201 589 | 21 555 | 52 504              | 47 135  | 59 326 |
| 1910 | 223 741 | 24 230 | 77 120              | 51 791  | 72 173 |